# Dorylée

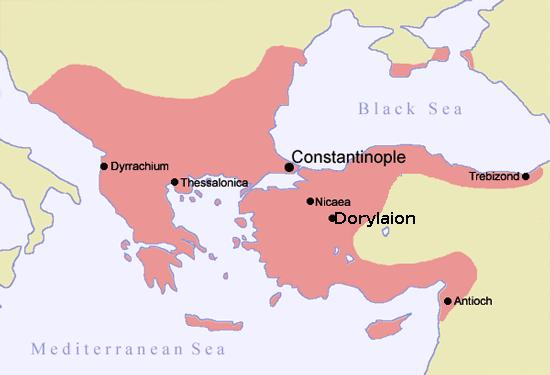
Dorylaion sur une carte de l'empire sous le règne de l'empereur Manuel Ier, vers 1180

Dorylée ou Dorylaion (grec moderne : Δορύλαιον) est une ancienne cité d'Anatolie, en Turquie. Ses ruines sont aujourd'hui situées à proximité de la ville d'Eskişehir.
La ville existe déjà sous les Phrygiens, mais pourrait être plus ancienne. Après la conquête d'Alexandre le Grand, les terres restées au nord de la rivière Porsuk_Çayı sont donnés au royaume de Bithynie, celles restées au sud passant aux rois galates. Sous l'empire romain, la ville est un important centre commercial ; base militaire, elle devient également le siège d'un évêché. Un de ses plus célèbres évêques est Eusèbe de Dorylée.
Après la bataille de Manzikert, en 1071, Dorylée est prise par les Seldjoukides. Elle repasse sous contrôle byzantin après la bataille de Dorylée, en 1097. La seconde bataille du même nom, en 1147, ne semble pas l'avoir affectée. Fortifiée par l'empereur Manuel Ier en 1175, la ville tombe néanmoins en 1176 aux mains des Seldjoukides à la suite de la bataille de Myriokephalon. La ville ne se relève pas de sa conquête par les Turcs, et passe sous domination ottomane en 1240. 